# بيتر سميث (لاعب كرة قدم مواليد 1969)
بيتر سميث (بالإنجليزية: Peter Smith)‏ هو لاعب كرة قدم بريطاني في مركز ظهير ‏، ولد في 12 يوليو 1969 في كانوك ‏ في المملكة المتحدة. لعب مع نادي تاموورث.